# Laranjal Paulista
Laranjal Paulista este un oraș în São Paulo (SP), Brazilia.
1. ↑   https://www.al.sp.gov.br/norma/?id=65759, accesat în 8 iulie 2020 Lipsește sau este vid: |title= (ajutor)